# حاجي تبة (بشاريات الشرقي)
حاجي تبة (بالفارسية: حاجی تپه) هي منطقة سكنية تقع في إيران في قسم بشاریات الشرقي الریفي. يقدر عدد سكانها بـ 1,005 نسمة .